# The closet
|  | Denne artikel er oprettet af botten Steenthbot ud fra en ekstern database. Den kan derfor have sproglige fejl eller mangler. Denne skabelon kan fjernes efter kontrol af indholdet. |

The closet er en dansk eksperimentalfilm fra 1991 instrueret af Anders Lindberg og Morten Hedeman Thomsen.

## Handling
The Closet er en musikvideo af Peace Pop productions, med, om, af osv. popgruppen 'Sheis Like S.A.'. Medvirkende: 4 drenge, 2 piger, en kanin og et skab.